# نامیئه، فوکوشیما
نامیئه، فوکوشیما (به لاتین: Namie, Fukushima) یک منطقهٔ مسکونی در ژاپن است که در استان فوکوشیما واقع شده‌است. نامیئه ۲۲۳٫۱۰ کیلومتر مربع مساحت و ۰ نفر جمعیت دارد.